# Димитрије Михаилович Голицин
Кнез Дмитриј Михајлович Голицин (1721 - 1793) био је руски дипломата који је заступао интересе царице Катарине II на хабзбуршком двору у Бечу 32 године. Био је оснивач московске болнице Голицин, назване по њему. Власник и организатор имања Галицинберг.

## Каријера
Припадао је најнапреднијој грани породице Голицин (“Михајлович”). Рођен је 4. маја 1721. године, као син фелдмаршала кнеза Михаила Михаиловича Голицина Старијег (1674-1730) из другог брака са Татјаном Борисовном (1697-1757), кћерком чувеног дипломате кнеза Бориса Ивановича Куракина.
Прво је служио у лајб-гарди Измаиловски пук (1751. године), затим у дипломатском кору. 5. септембра 1751. године, унапређен је у коморског питомца, а 25. децембра 1755. године, у коморника. Касније је наставио традиције које је поставио његов деда Куракин и ступио у дипломатску службу.
1760-1761. године, служио је као амбасадор у Паризу; 28. маја 1761. године, именован је за амбасадора у Бечу, где је одиграо велику улогу у побољшању односа између руског двора и цара Јозефа II. Улица у Бечу, на којој се налазила сеоска вила руског амбасадора, у знак сећања на њега названа је Голицинштрасе (нем. Gallitzinstraße). Оближња планина Предигштул такође је дуго носила име Голицинберг, касније званично преименован у Вилхелминенберг (оба назива се користе).
Служио је у Бечу до 9. априла 1792. године, када га је заменио гроф Андреј Кирилович Разумовски. 22. септембра 1762. године добио је чин генерал-потпуковника, а 1772. године унапређен је у активног тајног саветника и исте године одликован орденом Светог Андреја Првозваног и 22. септембра 1783. године, Орденом Светог Владимира I степена.

## Приватни живот
Од 1751. године, Голицин је био ожењен Њеним Височанством кнегињом Екатерином-Смарагдом Дмитриевном Кантемир, дворском дамом царице Јелисавете Петровне, ћерком бившег молдавског владара кнеза Димитрија Кантемира. Кнегиња Екатарина Димитријевна Голицина је умрла у Паризу 2. новембра 1761. године, када је њен неутешни муж већ био постављен за амбасадора у Бечу.
Покровитељство царице Марије Терезије и цара Јозефа II допринело је успостављању широких веза између кнеза Димитрија Голицина и аустријских љубитеља уметности, уметника и антиквара. Активно интересовање за уметност и широко распрострањено доброчинство забележиле су Академија лепих уметности у Венецији (1781. године) и Академије цртежа (1766. године) и Академије лепих уметности у Бечу (1791. године), чији је Голицин изабран за почасног члана.
"Кнез Дмитриј Михајлович је 30 година стекао универзалну љубав за себе у Бечу. Милостив према свим сиромасима уопште, посебно је покровитељствовао научнике и уметнике и, промовишући њихово проучавање, пажњу, реч, дело, обезбеђивао је друштву корисне плодове њиховог труда, а себи високо морално задовољство, коме су доступни само добронамерни људи."
— Гастев М. С. Материјали за потпуну и упоредну статистику Москве. - М., 1841. - 1. део. - П. 283-284.
Био је један од првих међу Русима који се заинтересовао за колекционарство слика старих мајстора: Рафаела, Андреа дел Сарта, Тицијана, Коређа, Пармиђанина, Каравађа, Ђулија Романа, Рубенса, ван Дајка и других.
Кнез Димитриј Михаилович Голицин је имао обимне поседе у Бечу и околини, што је омогућавало примање бројних гостију на пристојном нивоу. Његова резиденција се налазила у центру аустријске престонице у улици Krugerstrasse 10. Касније је стекао земљиште у области Пратера и тамо изградио свој парк са луксузним павиљоном. Од 1780. године, кнез Димитриј Голицин је постао власник великих парцела са значајним зградама у живописном брдовитом региону Отакринга, где је у то време почела да се формира Бечка шума. Ово имање му је омогућило да са још већом помпом организује пријеме и музичке вечери за локално племство.
Кнез Дмитриј Михајлович је саосећао са младим музичарима из Салцбурга: Волфгангом Амадеусом Моцартом и његовом старијом сестром Маријом Аном (надимак Нанерл). Само у фебруару–марту 1784. године, Моцарт је наступио шест пута са руским амбасадором (The Life of Mozart, Edward Holmes, New York, 1854. P. 246). Великодушни руски кнез Димитриј Голицин, као и мађарски кнез-филантроп Миклош Естерхази, наизменично организујући концерте, дали су музичком генију прилику да зарађује за живот и увећа своју популарност.
Моцарт је забележио љубазност руског кнеза, који му је ставио своју кочију на располагање.
Након смрти Вокфганга Амадеуса Моцарта у децембру 1791. године, композиторова удовица Констанца Моцарт и њена два сина одмах су се уселили у један од станова у кући у којој се налазила резиденција руског амбасадора у Бечу кнеза Димитрија Михаиловича Голицина. Ту је живела неколико година док се није удала за данског дипломату (Paul Harrer-Lucienfeld: Wien, seine Häuser, Menschen und Kultur. Band 5, 2. Teil. — Wien, 1956 (Manuskript im WStLA). — S. 371-376, 392). Данас је од Голицинове градске резиденције у Бечу остала само једна адреса; На овом месту је 1956. године изграђена нова зграда која се данас зове „Рудолф-Диебл-Хоф“. У њему се сада налазе приватни станови и неколико продавница (Krugerstrasse 10/Walfischgasse 9).
Занимљива чињеница:
"Видео сам у Бечу чувеног канцелара, принца Кауница, са којим је наш амбасадор живео у великом пријатељству. Кнез Димитриј Михаилович Голицин је био пожељан племић, али је било чудно чути да је почео да прича о Птерограду, који није посетио четрдесетак година; није могао да замисли ову престоницу другачије него у ситуацији у којој ју је оставио".
— Е. Ф. Комаровски
Немоћни кнез Димитрије Голицин је умро у Бечу 8 (19) септембра 1793. године и најпре је сахрањен у својој вили Предигстухл, близу Беча. Његов пепео је, на захтев рођака и уз највишу дозволу, 1802. године пренет у Москву, где је сахрањен у крипти испод Димитријеве цркве болнице Голицин. Од раних 1930-их до раних 1990-их, надгробни споменик са његовог гроба био је изложен (непотпуно) у Михољској цркви манастира Донског као пример спомен-скулптуре.

## Доброчинство
Пошто кнез Димитрије Михаилович Голицин није имао деце, према његовом тестаменту, за његове извршитеље су постављени рођаци: Александар Михајлович и Михаил Михајлович Голицин, који је требало да изврше његову вољу - да оснују болницу у Москви. За изградњу и одржавање болнице, између осталог, доделио је „920.600 рубаља и сопствену уметничку галерију са много предмета за домаћинство“.
Болница, отворена 1802. године, по узору на убожницу Куракински, коју је основао његов деда Димитрија Михаиловича Голитцина, одржавала се до 1917. године, о трошку кнежева Голицина. Данас је ово историјска зграда Голицинског 1. градске клиничке болнице (Лењинска авенија, 10).
У тестаменту кнеза Димитрија Михаиловича Голицина посебно је истакнуто:
"Наређујем да се мој рођак, главни коморник, кнез Александар Михајлович Голицин, преда мом рођаку <...> све моје слике, графике и цртежи, велике порцеланске вазе, урамљене у бронзу, две мермерне статуе до пола и, поред тога, златну бурмутицу са плавим емајлом и један дијамантски портрет, његов портрет са екселским печатом, да прихвати ово царство, мали поклон у знак мог пријатељства и истинског поштовања према њему".
— Сеиделер И.И. Московска болница Голицин је европска болница. - М., 1865. - 1. део. - П. 7-8.
Попис целокупне имовине, састављен 19. септембра 1793. године, обухватао је и збирку слика која је обухватала 297 слика.
Александар Михаилович Голицин је такође дуги низ година сакупљао слике и скулптуре; С обзиром да би његова комбинована колекција била корисна отаџбини, у болници у изградњи било је планирано да се постави уметничка галерија у посебну двоспратну зграду. Галерија слика у болници Голицин, састављена од две колекције рођака, отворена је за јавност 1810. године и постојала је до 1817. године, као прва приватна галерија у Русији отворена за јавност.
У периоду од 20. фебруара 1817. до 26. фебруара 1818. године, продата је ради прикупљања средстава за одржавање болнице на 28 аукција и завршној лутрији, у којој је учествовала царица Марија Фјодоровна; 323 слике, укључујући и оне из колекције кнеза Димитрија Михаиловича Голицина, за укупну суму од 207.921 рубљу, прешле су у руке 55 нових власника - већина њих је отишла у иностранство.